# 業務部門
業務部門，亦稱實作部門，是一個行政組織之中實際執行和推動工作的部門，是擔任直接完成組織目標的工作單位。業務部門是對外的、對社會和人民直接的關係和來往，直接對服務對象提供服務、執行管制。

## 工作
1. 對上級提供意見:業務部門應該隨時把實際的工作情形、所遭遇的困難、執行的利弊得失報告上級長官，以提供決策工作的參考。
2. 對業務設計執行。
3. 對工作實際進行。
4. 對於組織和方法的改進，組織和工作方法更有效率

## 組織要則
1. 業務部門應該採取首長制避免委員制，以期事權統一、責任集中。
2. 應本機能一致的原則之下，把性質相同的工作完全交由一個部門掌理，以免事權衝突、工作重複。
3. 應該採取層級制或系統制的組織，以期指揮靈活、貫徹命令。
4. 應該遵守管理經濟學原則，首長所直接管轄的工作單位不該過多，已超出能力負荷範圍。
5. 應該守事權稱適的原則，讓機關的權利足以負擔其責，人員、經費足以應付其業務上的實際需求。
6. 確定每個工作人員的權責，實施分層負責和分級授權。

## 負責人條件
業務部門負責人選必須兼具通才的管理能力、專業的知能。因為就其所主管的單位而言，一個主管不能不具備通才的管理能力；而就其所主管的專門而言業務，其亦得具備該業務的專門知能。唯二者的比重乃依其地位的高低、單位大小而訂定。